# 1000 људи
1000 људи је дебитантски студијски албум српске поп певачице Анђелине, издат 18. децембра за Лион рекордс. Рађен је у сарадњи са Магнус медијом, и објављен на јутјуб каналу певачице уз подршку IDJ Tunes стриминг платформе. Певачица је заправо први албум требало да објави 2020. године, али су на крају тих осам песама објављене у виду синглова, тако да је ово званично њен први албум. Текстове и музику за скоро све песме написала је сама певачица.

## Списак песама
| №   | Назив                  | Текст                   | Музика                  | Трајање |  |
| 1.  | Љубави нема/интро      | Angellina, Анти         | Анти                    | 2:29    |  |
| 2.  | Стани зоро             | Ангелина                | Ангелина                | 2:31    |  |
| 3.  | Додири                 | Ангелина                | Ангелина                | 2:31    |  |
| 4.  | Ти се само себи свиђаш | Ангелина                | Ангелина                | 2:35    |  |
| 5.  | 1000 људи              | Ангелина                | Ангелина                | 2;47    |  |
| 6.  | Једно срце             | Ангелина                | Ангелина                | 2:53    |  |
| 7.  | Жена                   | Ангелина                | Ангелина                | 2:07    |  |
| 8.  | Будало                 | Ангелина                | Ангелина                | 2:26    |  |
| 9.  | Свирачи                | Вук Матић, Ангелина     | Вук Матић, Ангелина     | 3:17    |  |
| 10. | Злато моје             | Ангелина                | Ангелина                | 2:54    |  |
| 11. | Сакриј сузе            | Иван Франовић, Ангелина | Иван Франовић, Ангелина | 3:28    |  |
| 12. | Поново/оутро           | Иван Франовић, Ангелина | Иван Франовић, Ангелина | 2:32    |  |